# Norrköpings stadsbusslinjenät
Stommen i Norrköpings kollektivtrafik är de två spårvägslinjerna. Dessa kompletteras av Norrköpings stadsbusslinjenät som är det nätverk av bussar som går i Norrköping.

## Linjenät

### Nuvarande linjenät
I juni 2020 gjordes nätet om med syfte för att utöka turtätheten och vara bättre anpassad för dagens resebehov. Dessutom utökades den till Åby och Jursla. Idag finns det totalt 6 linjer varav 4 baslinjer (10-13), 1 rusningslinje (20) och 1 lokallinje (21).
| Linje | Sträcka | Turtäthet (i rusningstrafik)                                                      |
| ----- | --- | --------------------------------------------------------------------------------- |
| 10    | Rambodal (Trumpetaregatan) - Smedby - Söder Tull - Skarphagen - Himmelstalund                                                         | var 15:e minut                                                                    |
| 11    | Åby (Ättetorp) - Sandbyhov - Resecentrum - Söder Tull - Lindö (Abborreberg)                                                           | var 10-15:e minut                                                                 |
| 12    | Åby (Torshag) - Jursla - Ingelsta - Resecentrum - Söder Tull - Vilbergen - Vrinnevisjukhuset                                          | var 15-30:e minut                                                                 |
| 13    | (Loddby allé - ) Herstadberg (Norrledens vändplats) - Ingelsta - Norr Tull - Resecentrum - Söder Tull - Vilbergen - Vrinnevisjukhuset | var 15-30:e minut                                                                 |
| 20    | Norr Tull - Resecentrum - Söder Tull - Vrinnevisjukhuset                                                                              | var 15-30:e minut (går endast under rusningstrafik och 1-2 avgångar under helgen) |
| 21    | Resecentrum - Norr Tull - Väster Tull - Söder Tull                                                                                    | var 30:e minut                                                                    |

Utöver dessa 6 linjer finns det 2 andra linjer varav 1 anropsstyrd linje (129) och 1 skollinje (141). Dessa har knappt ändrats sedan omläggningen.
| Linje | Sträcka                                                            | Turtäthet                                                               |
| ----- | ------------------------------------------------------------------ | ----------------------------------------------------------------------- |
| 129   | Ringdansens centrum - Åselstad                                     | 8 avgångar/riktning (måndag-fredag) 5 avgångar/riktning (lördag-söndag) |
| 141   | Enkelriktad: Resecentrum - Söder Tull - Mässhallen (Himmelstalund) | Avgår 7:42 och 7:52 från Resecentrum                                    |

### Linjenät fram till 15 juni 2020
| Linje | Sträcka                                                                          | Turtäthet                   |
| 112   | Norr Tull - Resecentrum - Söder Tull - Vrinnevisjukhuset                         | 20-minuterstrafik           |
| 113   | Resecentrum - Skvallertorget - Väster Tull - Söder Tull                          | 20-minuterstrafik           |
| 115   | Ingelsta - Resecentrum - Söder Tull - Vilbergen - Vrinnevisjukhuset              | 20-minuterstrafik           |
| 116   | Lindö - Söder tull                                                               | 30-minuterstrafik           |
| 117   | Herstaberg - Ingelsta - Resecentrum - Söder Tull - Vilbergen - Vrinnevisjukhuset | 20-minuterstrafik           |
| 119   | Rambodal - Smedby - Söder tull - Skarphagen - Himmelstalund                      | 20-minuterstrafik           |
| 129   | Anropsstyrd trafik: Ringdansen - Åselstad C                                      | Några enstaka turer per dag |

| Linje | Sträcka                               | Turtäthet                   |
| 141   | Resecentrum - Söder tull - Mässhallen | Några enstaka turer per dag |

Den turtäthet som angivits var den intervall som linjen hade i "stommen". Det kunde förekomma enstaka turer instoppade mellan två "ordinarie" avgångar.

## Framtid
Det diskuteras flitigt om linjerna till sjukhuset ska ersättas (delvis) med spårvagn. Detta skulle i så fall ske under perioden 2014-2018[uppföljning saknas]. I samband med en sådan utbyggnad är tanken att spårvagn ska trafikera även Kungsgatan.